# 革葉羊角扭
革葉羊角扭为野牡丹科穀木屬下的一个种。